# Ramiro Corzo
Ramiro Corzo Salamanca (Campohermoso, 14 de noviembre de 1939-Bogotá, 28 de enero de 2016) fue un actor de cine, teatro y televisión colombiano.

## Biografía
Aunque nació en Campohermoso vivió desde los dos meses de edad en Bogotá. Después de estudiar el bachillerato logró ser admitido en la Escuela Nacional de Arte Dramático (Enad).
Su primera participación en telenovelas fue en Casi un extraño, posteriormente participó en Oye, bonita. Para la radio actuó en la radionovela La ley contra el hampa. También experimentó en la locución en RCN y Todelar.
Fue fundador de la Academia Nacional de Teatro. El 28 de enero de 2016 falleció en su residencia en Bogotá de sufrir complicaciones que fue sometido a cirugía para extraer una hernia. 

## Filmografía
- Oye bonita (2007)
- Séptima puerta (2005)
- Oro (1996)
- Vanessa (1987)
- Vidas trocadas (1986)
- Cóndores no entierran todos los días (1984)
- Revivamos Nuestra Historia (1984)
- Bolívar, el hombre de las dificultades (1980)
- Manuelita Sáenz (1978)
- Caminos de gloria (1973)
- La María (1972)
- Candó (1969)
- Dos rostros, una vida (1968)
- Diario de una enfermera (1967)
- Casi un extraño (1966)